# رونتزونه
رونتزونه (به ایتالیایی: Ronzone) یک کومونه در ایتالیا است که در ترنتینو واقع شده‌است. رونتزونه ۵٫۳ کیلومتر مربع مساحت و ۳۶۹ نفر جمعیت دارد.